# 沈泉
沈泉（1961年11月—），江苏启东人，汉族，中国共产党党员。中华人民共和国政治人物、第十三届全国人民代表大会陕西省代表。

## 生平
2018年，沈泉被选为陕西省出席第十三届全国人民代表大会代表。